# J'ai tué Adolf Hitler

J'ai tué Adolf Hitler (Jeg drepte Hitler dans la version originale en norvégien) est un roman graphique de 2006 écrit et dessiné par l'auteur norvégien Jason (et colorisé par Hubert).
Cet album faisait partie de la sélection officielle de la 34e édition du Festival d'Angoulême, en 2007.

## Résumé
Ce roman met en scène une histoire d'amour entre un tueur à gages et une femme. Celui-ci soupçonne sa fiancée d'avoir mis sa tête à prix.
Néanmoins, il poursuit sa vie et ses activités jusqu'au jour où on lui demande de remonter le temps pour tuer Adolf Hitler.
Mais, à cause d'une erreur de manipulation, Hitler se retrouve dans la machine et prend la place du tueur qui, pour retrouver sa fiancée, doit attendre de vieillir.

## Prix et récompenses
- 2008 : Prix Eisner de la meilleure édition américaine d'une œuvre internationale

## Éditions
- J'ai tué Adolf Hitler  (trad. Jérôme Martineau), Paris, éd. Carabas, 2006, 48 p., 32 × 23 cm (ISBN 2-35100-178-8)
- (no) Jeg drepte Hitler, éd. Schibsted, 2007, 48 p., 32 × 23 cm (ISBN 978-82-516-2947-8)